# بير ألبين هانسون
بير ألبين هانسون (بالسويدية: Per Albin Hansson) (و. 1885 – 1946 م) هو سياسي، وصحفي سويدي، ولد في مالمو، كان عضوًا في حزب العمال الديمقراطي الاشتراكي السويدي، توفي في ستوكهولم، عن عمر يناهز 61 عاماً، بسبب شلل القلب.

## مناصب
تولى منصب رئيس وزراء السويد (28 سبتمبر 1936–6 أكتوبر 1946)، ورئيس وزراء السويد (24 سبتمبر 1932–19 يونيو 1936)، وزعيم حزب، حزب العمال الديمقراطي الاشتراكي السويدي (1 فبراير 1925–6 أكتوبر 1946)، ووزير الدفاع السويدي ‏ (18 أكتوبر 1924–7 يونيو 1926)، ووزير الدفاع السويدي ‏ (13 أكتوبر 1921–19 أبريل 1923)، ووزير الدفاع السويدي ‏ (1 يوليو 1920–27 أكتوبر 1920)، وعضو البرلمان السويدي ‏.
| المناصب السياسية             | المناصب السياسية                                   | المناصب السياسية              |
| ---------------------------- | -------------------------------------------------- | ----------------------------- |
| سبقه Axel Pehrsson-Bramstorp | رئيس وزراء السويد 28 سبتمبر 1936 - 6 أكتوبر 1946   | تبعه Tage Erlander            |
| سبقه فيليكس هامرين           | رئيس وزراء السويد 24 سبتمبر 1932 - 19 يونيو 1936   | تبعه Axel Pehrsson-Bramstorp  |
| سبقه Carl Malmroth           | وزير الدفاع السويدي 18 أكتوبر 1924 - 7 يونيو 1926  | تبعه Gustav Rosén             |
| سبقه Otto Lybeck             | وزير الدفاع السويدي 13 أكتوبر 1921 - 19 أبريل 1923 | تبعه Carl Malmroth            |
| سبقه برنارد أريكسون          | وزير الدفاع السويدي 1 يوليو 1920 - 27 أكتوبر 1920  | تبعه Carl Gustaf Hammarskjöld |

## معرض صور

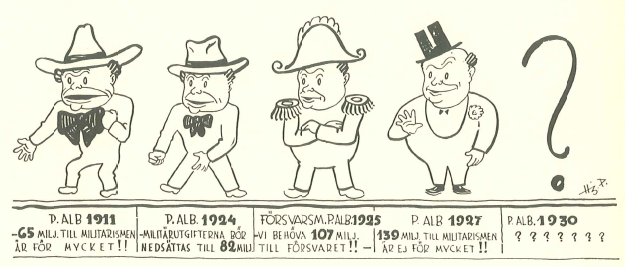
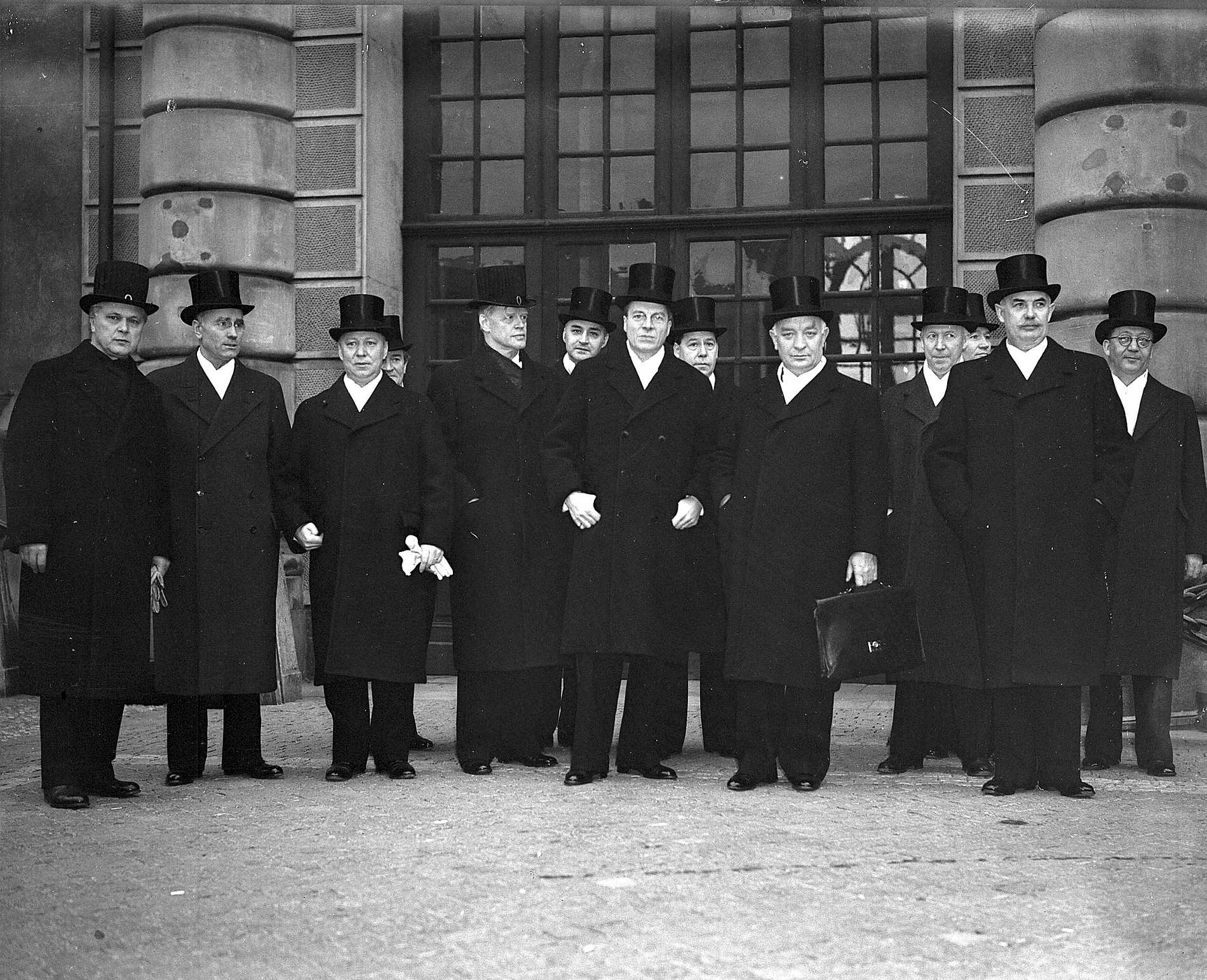
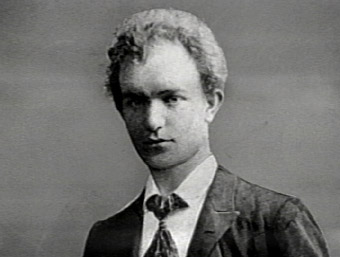

## روابط خارجية
- بير ألبين هانسون على موقع الموسوعة البريطانية (الإنجليزية)
- بير ألبين هانسون على موقع مونزينجر (الألمانية)
- بير ألبين هانسون على موقع ميوزك برينز (الإنجليزية)
- بير ألبين هانسون على موقع ديسكوغز (الإنجليزية)